# Joute musicale
Une joute musicale était une sorte de concours organisé, dans le passé, entre deux musiciens (compositeurs et interprètes virtuoses) de renom.
Parmi les joutes musicales rapportées par l'histoire :
- Johann Jakob Froberger contre Matthias Weckmann, au clavecin

Rencontre entre les deux musiciens à Dresde vers 1650 : ils resteront amis et en correspondance épistolaire par la suite.
- Georg Friedrich Haendel contre Domenico Scarlatti, à l'orgue et au clavecin

Elle fut organisée en 1707 à Rome au palais du cardinal Ottoboni pendant le séjour de Haendel dans cette ville. Scarlatti fut jugé supérieur au clavecin, pendant que Haendel l'emporta à l'orgue. Les deux artistes restèrent bons amis.
- Johann Sebastian Bach contre Louis Marchand, à l'orgue - confrontation n'ayant pas eu lieu

C'est à Dresde en 1717 que ce dernier se serait dérobé à une joute musicale prévue avec Johann Sebastian Bach, en quittant la ville de bon matin. Cet épisode est rapporté avec imprécision et selon différentes versions dont deux - celles de Carl Philipp Emmanuel Bach et de Friedrich Wilhelm Marpurg - sont tardives. Il semble bien, toutefois, que Marchand ait voulu éviter la confrontation avec Bach, qu'il ne connaissait pas auparavant et dont il aurait reconnu les dons impressionnants de virtuose et d'improvisateur.
- Wolfgang Amadeus Mozart contre Muzio Clementi, au piano

Elle eut lieu à Vienne le 24 décembre 1781, en présence de l'empereur d'Autriche Joseph II. Celui-ci conclut que Clementi avait joué « avec art » (mit Kunst) tandis que Mozart avait joué « avec art et goût » (mit Kunst und Geschmack)
- Ludwig van Beethoven contre Daniel Steibelt, au piano

Organisée à Vienne en 1800, cette confrontation entre les deux musiciens tourna à la déroute pour Steibelt qui déclara ne plus vouloir demeurer dans la ville tant que Beethoven y séjournerait.
- Franz Liszt contre Sigismund Thalberg, au piano

Elle eut lieu à Paris en 1837. Liszt fut déclaré vainqueur.
Aux joutes musicales d'antan ont succédé au XXe siècle les concours mettant en compétition de bien plus nombreux instrumentistes, souvent en début de carrière.